# Bjorn Meijer
Bjorn Meijer (* 18. März 2003 in Groningen) ist ein niederländischer Fußballspieler. Der Abwehrspieler wird vorrangig als linker Verteidiger eingesetzt.

## Karriere

### Verein
Zur Saison 2022/23 wechselte Meijer in die belgische Division 1A zur FC Brügge. Er unterschrieb einen Vertrag bis zum 30. Juni 2026. Am 24. Juli 2022 gab Meijer gegen den KRC Genk sein Debüt.

### Nationalmannschaft
Ab 2022 spielte er für die U21-Nationalmannschaft.